# 乱婚
亂婚是性學對於原始社會的婚姻狀況的描述，也就是男女之間的性關係沒有任何束縛的真正的動物性的性結合。亂婚被認為是婚姻制度出現之始、群婚出現之前的一種狀態，介於有秩序和沒有秩序之間。

## 起源
早期原始社會時，婚姻、家庭制度未確立，男女關係往往介於有秩序和沒有秩序之間，例如《春秋公羊传》所载“圣人皆无父，感天而生。”《列子·汤问》上说：“男女杂游，不媒不聘。”《太平寰宇记·南仪州》載：“每月中旬，年少女儿吹笙，相召明月下，以相调弄号，日夜以为娱，二更后匹夫偶两两相携，随母相合，至曙方散。”《八排风土记》卷三記載，瑶族“成婚不吉，野合，先配后祖”。《炎徼紀聞》卷四記載，瑤族“踏歌而偶奔者，入岩峒，插柳僻人”。今日世界上的某些民族中仍存在（類似）亂婚的残余，例如西藏地區全境皆处高原，耕地面积極少，再加上恶劣的生存环境，實行一妻多夫的家庭可以壮大家庭力量，有“兄弟共妻”、“朋友共妻”和“父子共妻”等形式。
节日慶典時男女进行野合，幾乎全世界各民族的通例，《岭外代答》記載，瑶族“每岁十月旦，举峒祭都贝大王。于其庙前会男女之无家室者。男女各群，连袂而舞，谓之踏摇。男女意相得，则男咿嘤奋跃，入女群中负所爱而归，于是夫妇定矣。各自配合，不由父母”。《北史·高丽传》载，高句丽人“风俗尚淫，不以为愧，俗多游女，夫无常人，夜则男女群聚而戏，无有贵贱之节。”
中國雲南永寧納西族的摩梭人是母系社会，尚存此残余，一般稱為走婚習俗。实行走婚的家庭由最年长或最有能力的老祖母掌握权力，居住于独立的祖母房。摩梭男子成年後則無固定居處，如有男女情投意合，白天會以舞蹈、歌唱的方式对意中人表达心意。每當夜幕降臨，男子就到女方家去住，進入女子的“花樓” ，次日雞鳴之前，男子匆匆離去。男性稱女情人為“阿夏”，女性稱男情人為“阿注”。走婚生下的子女由女家抚养，成为这个家庭的一员，男方不需负担，但父親和子女都知道彼此的親子關係。早期学者大多认为永宁摩梭普遍存在“群婚残迹”，如母女共夫、父子共妻、姐妹共夫、兄弟共妻，事實上，摩梭人有親戚血緣關係的男女嚴禁走婚。